# Axinopsida orbiculata
Axinopsida orbiculata är en musselart som först beskrevs av Georg Ossian Sars 1878.  Axinopsida orbiculata ingår i släktet Axinopsida och familjen Thyasiridae.

## Underarter
Arten delas in i följande underarter:
- A. o. orbiculata
- A. o. inaegualis